# Hans Bütikofer
Hans Eduard Bütikofer-Perret (* 29. Juli 1915 in Chur; † 12. Januar 2011 in Thun) war ein Schweizer Bobfahrer, der an den Olympischen Winterspielen 1936 in Garmisch-Partenkirchen teilnahm.
Er gewann mit seinem Cousin Reto Capadrutt sowie Hans Aichele und Fritz Feierabend die Silbermedaille im Viererbob.
Der vielseitige Athlet spielte auch Wasserball und wurde 1936 Schweizer Meister mit der Mannschaft aus Baden und gelangte im selben Jahr mit der Eishockey-Mannschaft des GG Bern ins Finale um die Schweizer Eishockey-Meisterschaften. Nach seiner aktiven Karriere war Hans Bütikofer unter anderem Ehrenpräsident der Vereinigung Swiss Olympians.
Am 12. Januar 2011 ist er in Thun, Kanton Bern, im Alter von 95 Jahren gestorben.